# Distretto di Huaral
Il distretto di Huaral è un distretto del Perù che appartiene geograficamente e politicamente alla provincia di Huaral e dipartimento di Lima. Vasto 640,76 km², è ubicato a nord della capitale peruviana; nel 2005 contava 86 844 abitanti, di cui il 56% sono donne e il 44% uomini-
Il capoluogo è Huaral; il distretto fu fondato il 31 ottobre del 1890.
Sindaco (alcalde) tra il 2019 e il 2022 è stato Jaime Cirilo Uribe Ochoa.

## Distretti confinanti
Confina a nord con lei provincia di Huaura; a sud con il distretto di Aucallama e con il distretto di Sumbilca, a ovest con distretto di Chancay, e a est con il distretto di Huari.

## Festività
- San Giovanni Battista
- Signore dei Miracoli
- San Martino de Porres